# Härte (Film)

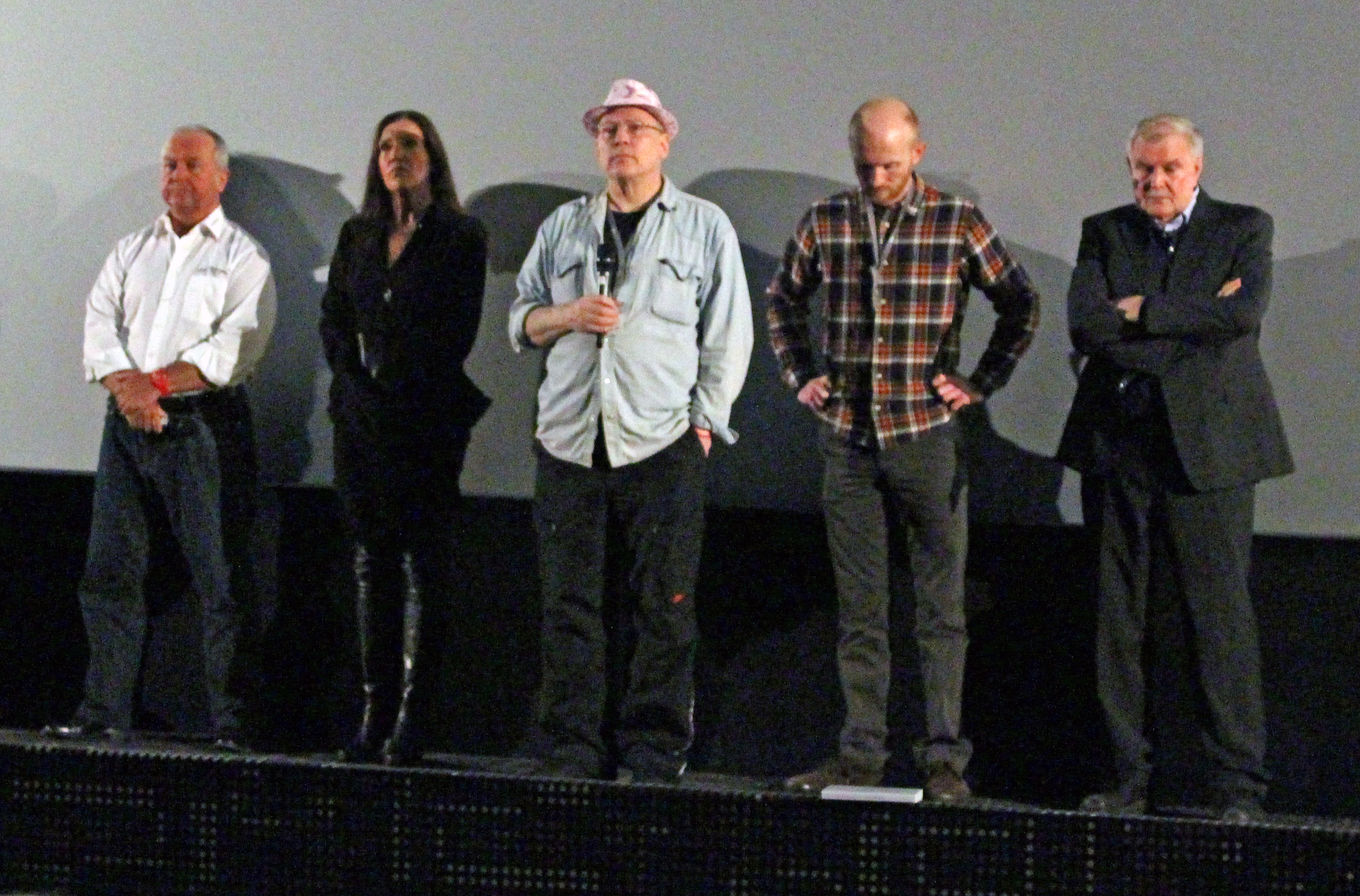
Cast & Crew des Films bei der Berlinale 2015: Andreas Marquardt, Katy Karrenbauer, Rosa von Praunheim, Nicolas Woche, Jürgen Lemke (v. l. n. r.)

Härte ist eine deutsche Filmbiografie aus dem Jahr 2015 von Rosa von Praunheim über den deutschen Kampfsportler (Karate-Weltmeister) und ehemaligen Zuhälter Andreas Marquardt, basierend auf dessen 2006 veröffentlichter gleichnamiger Autobiografie.

## Handlung
Seine schlimme Kindheit hat Andreas Marquardt für das Leben geprägt. Als 2-Jährigen übergießt ihn der Vater zum Beispiel mit kaltem Wasser und stellt ihn anschließend bei Minusgraden auf den Balkon, bis er sich fast zu Tode friert. Als er sechs Jahre alt ist, beginnt die Mutter, ihn sexuell zu missbrauchen. 
Seine Aggressionen als Erwachsener kanalisiert er im Kampfsport. Als ihm angeboten wird, im Berliner Rotlichtmilieu zu arbeiten, versinkt er in einer Welt aus Zuhälterei, Prostitution, Gewalt und schnellem Geld.  
Traumatisiert von den schweren sexuellen Übergriffen seiner Mutter tritt Marquardt als Zuhälter seinen Frauen gegenüber roh und herrisch auf, was zu seiner eigenen Verwunderung im Freundes- und Bekanntenkreis gut ankommt. 
Als er auf die Buchhalterin Marion trifft, will er sie für sich als Prostituierte arbeiten lassen. Gelangweilt von ihrem tristen Arbeitsalltag willigt sie ein und beginnt eine Liebesbeziehung mit ihm. 
Für diverse kriminelle Machenschaften und Gewaltdelikte im Milieu wird Marquardt schließlich zu acht Jahren Gefängnis verurteilt. Niemand hält zu ihm außer Marion, die er sogar am Weihnachtsabend auf den Strich geschickt hatte. Sie liebt ihn trotz allem und macht ihm Mut, mit Hilfe eines Therapeuten seine psychischen Probleme zu überwinden und den Weg in ein bürgerliches Leben zu finden. 
Als Marquardt therapiert und geläutert aus dem Gefängnis entlassen wird, gründet er mit Marion eine Kampfsportschule in Berlin-Neukölln. Gemeinsam engagieren sie sich für Kinder, die Opfer von sexuellem Missbrauch wurden.

## Notizen
Der TV- und Kinofilm hatte 2015 seine Uraufführung bei den Internationalen Filmfestspielen von Berlin und eröffnete die Sektion „Panorama“. Im selben Jahr wurde Härte unter anderem beim Zinebi-Festival in Bilbao, beim Montreal World Film Festival, beim Vancouver International Film Festival sowie beim Chicago International Film Festival gezeigt. Härte fand auch im asiatischen Raum viel Beachtung und wurde zum Beispiel in Kyōto, Tokyo, beim Hong Kong International Film Festival und beim Chennai International Film Festival aufgeführt. Im Fernsehen wurde der Film unter anderem 2018 in der ARD ausgestrahlt.

## Rezeption
Die Berliner Zeitung urteilte, dieser Film tue weh. Er zeige Gewalt, die nicht mit Fäusten verübt werden würde und eine subtilere, aber nicht weniger grausame Grenzüberschreitung sei, vor der niemand gefeit wäre. Die Rückblicke in Marquardts Leben in theaterhaften Schwarz-Weiß-Kulissen seien Kammerspiele der sozialen Verrohung.
Die Filmwebsite kino.de bezeichnete den Film als ungewöhnliches, gleichermaßen wuchtiges wie eindringliches Dokument, das zugleich die typische Praunheim-Handschrift trage.
Die Zeitschrift Stern urteilte, der Film sei ein erschütterndes, bedrückendes und zugleich Mut machendes Werk. Insbesondere die Darstellung der Missbrauchssituationen sei teilweise nur schwer zu ertragen. Es wurde hervorgehoben, dass das Thema der sexualisierten Gewalt durch Mütter bisher nur selten ein Thema in den öffentlichen Medien gewesen wäre.
Das Kulturmagazin Kunst+Film schrieb, der Titel würde dem Film alle Ehre machen, er zeichne hart und schonungslos wie sein Protagonist dessen schillerndes Leben nach. Weiter wurde die minimalistische Ausstattung des Films als gelungenes Stilmittel gelobt; diese Beschränkung aufs Wesentliche präge intensive atmosphärische Dichte. Zudem hätte Praunheim wunderbare Darsteller gefunden. Katy Karrenbauer als Mutter zeige großen Mut zur unsympathischen Hässlichkeit mit vollem, auch nacktem, Körpereinsatz. Hanno Koffler als junger Andreas überzeuge ebenso wie Luise Heyer als seine Dauerfreundin Marion.

## Auszeichnungen
- 2015: Katy Karrenbauer wurde für ihre schauspielerische Leistung mit dem Sonderpreis der Deutschen Filmakademie „Jaeger-LeCoultre Hommage an den Deutschen Film“ geehrt.[11]
- 2015: Hanno Koffler wurde als bester männlicher Hauptdarsteller für den Deutschen Filmpreis nominiert.[12]
- 2015: Dritte Platzierung beim Panorama Publikumspreis der Berlinale[13]
- 2015: Nominierung für den Gold Hugo beim Chicago International Film Festival[14]